# Radvanec
Radvanec (en allemand : Rodowitz) est une commune du district de Česká Lípa, dans la région de Liberec, en Tchéquie. Sa population s'élevait à 244 habitants en 2021.

## Géographie
Radvanec se trouve à 10 km au nord-est de Česká Lípa, à 33 km à l'ouest de Liberec et à 77 km au nord-est de Prague.
La commune est limitée par Svor au nord, par Cvikov à l'est, par Sloup v Čechách au sud et à l'ouest, et par Nový Bor à l'ouest.

## Histoire
La première mention écrite du village date de 1384.

## Galerie

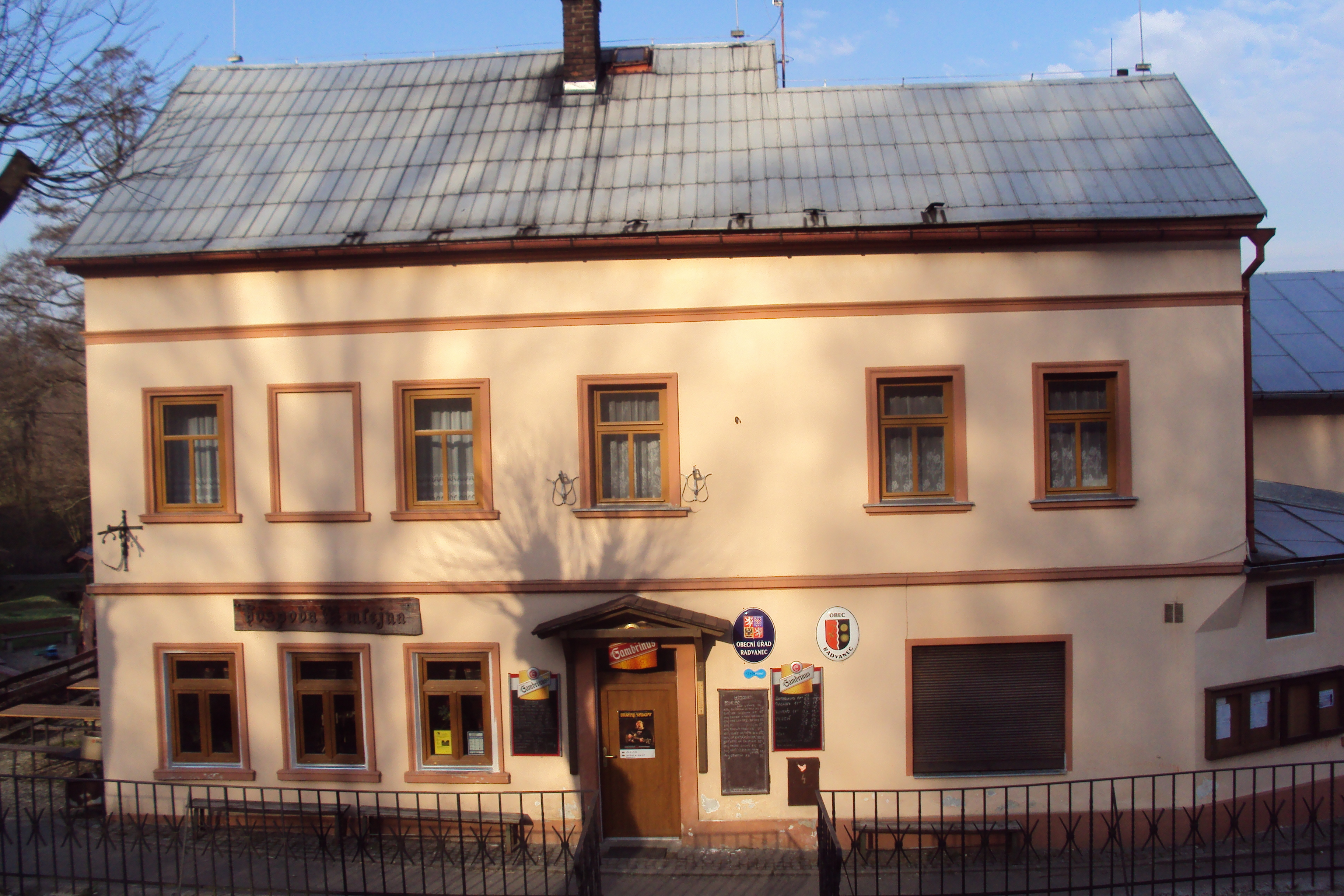
Radvanec : la mairie.
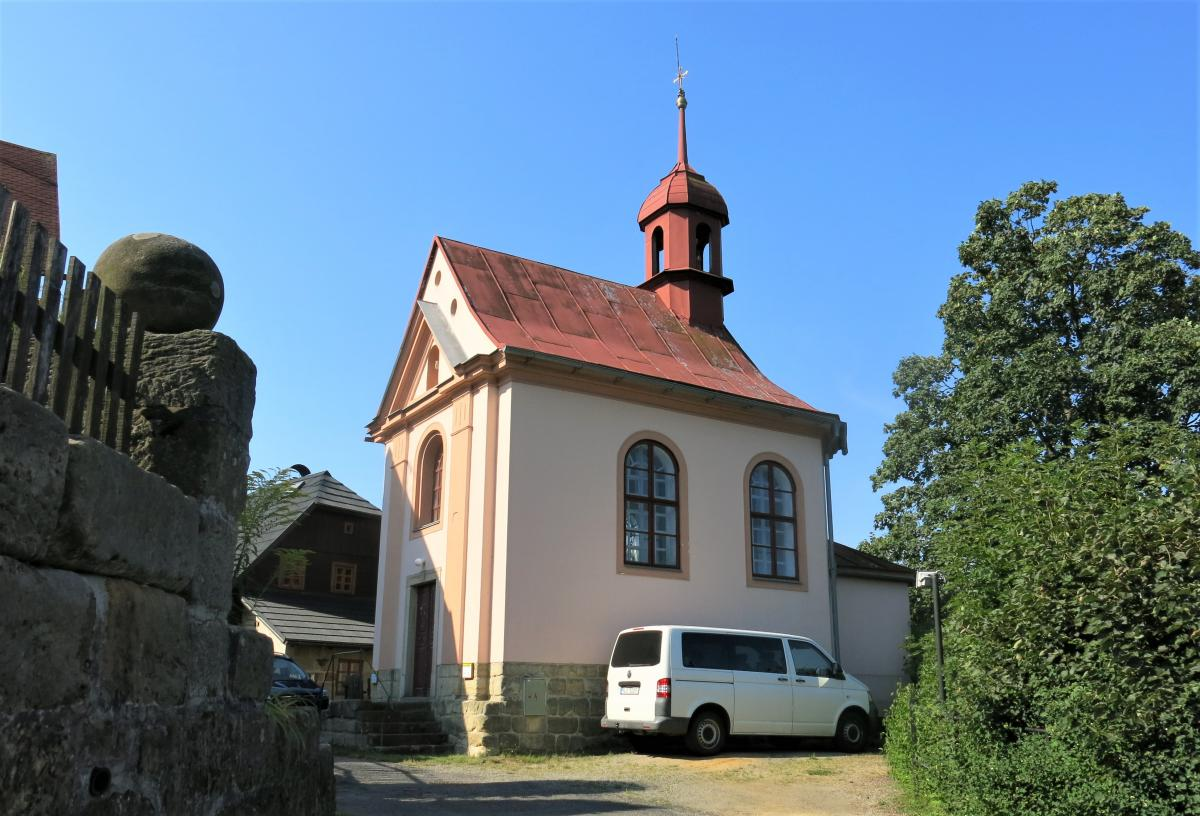
Chapelle Saint-Antoine de Padoue.

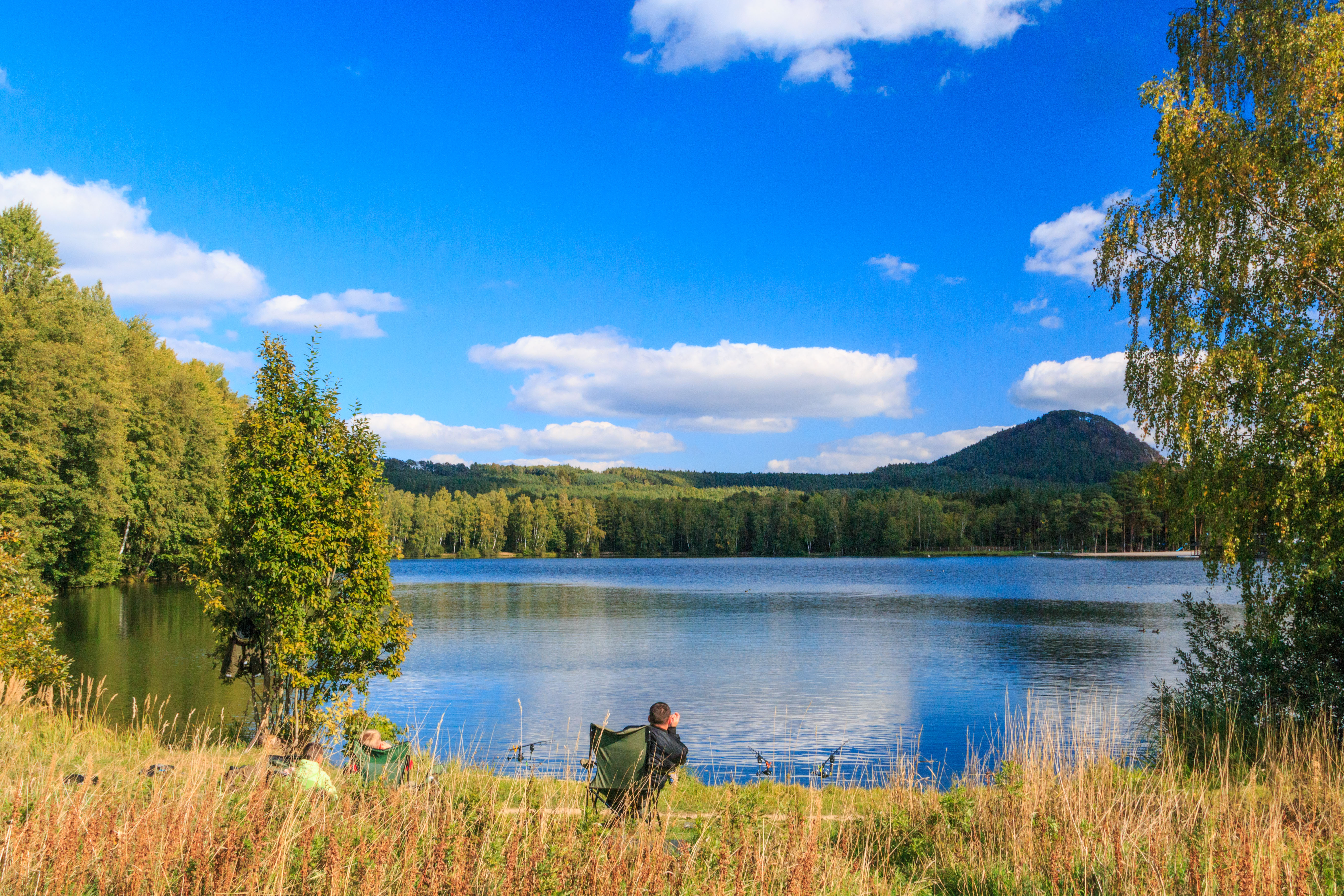
Étang de Radvanec.
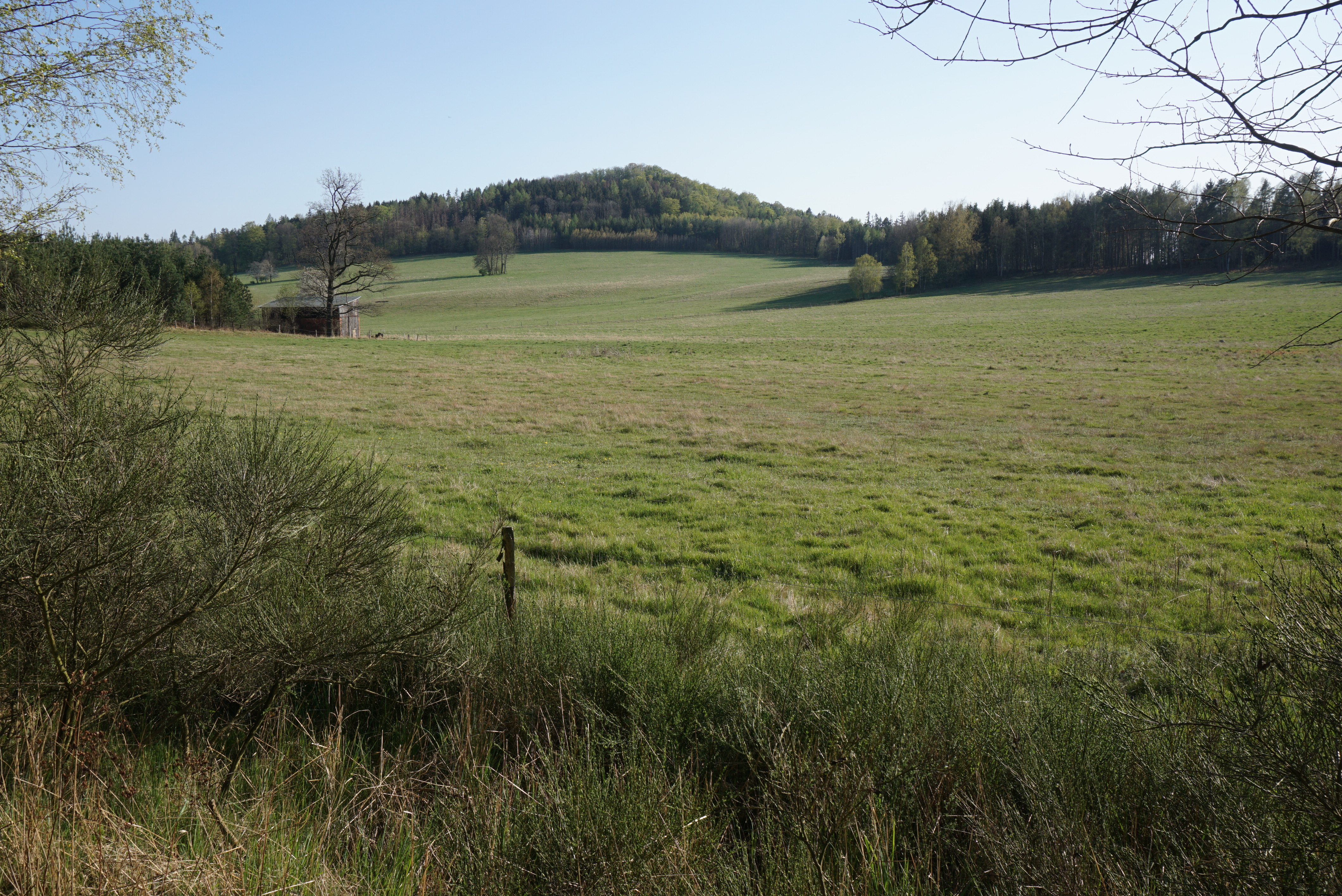
Strážný (492 m).

## Transports
Par la route, Radvanec se trouve à 4 km de Nový Bor, à 12 km de Česká Lípa, à 41 km de Liberec et à 103 km de Prague.